# Ессельборн
Ессельборн (нім. Esselborn) — громада в Німеччині, розташована в землі Рейнланд-Пфальц. Входить до складу району Альцай-Вормс. Складова частина об'єднання громад Альцай-Ланд.
Площа — 4,10 км2. Населення становить 389 ос. (станом на 31 грудня 2020).

## Галерея

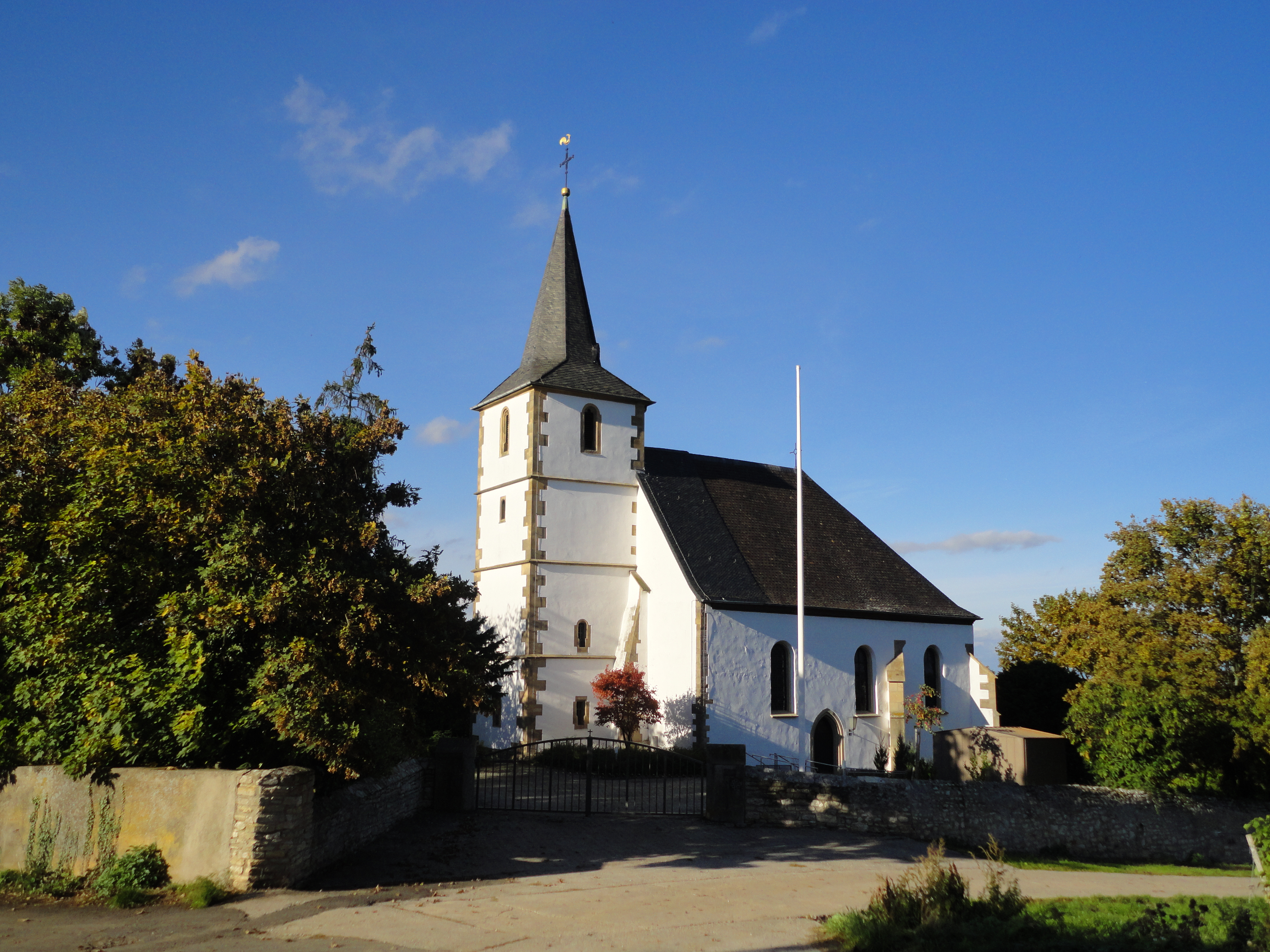